# Navegador multicontas
Navegadores multiconta (ou navegador antidetecção) são navegadores que podem mudar, falsificar ou mascarar sua impressão digital ao mudar as informações sobre o dispositivo e sistema operacional do usuário que fica disponível para os sites através do API do navegador.

## Como navegadores multiconta funcionam
Como regra, os navegadores multiconta são baseados em navegadores de código aberto. Além de funcionarem como navegadores clássicos, os navegadores antidetecção possuem recursos que permitem alterar a impressão digital do dispositivo para evitar a identificação do usuário. Normalmente, os parâmetros mais importantes e cruciais para a impressão digital são alterados. 
Parâmetros que são alterados ou escondidos:
- Canvas, um elemento HTML5 que rasteriza imagens 2D usando JavaScript;
- WebGL, uma API de plataforma cruzada para gráficos 3D no navegador desenvolvido pelo Khronos Group. O WebGL usa a linguagem de sombreamento GLSL e é implementado como um elemento HTML5 que faz parte do modelo de objeto de documento do navegador;
- User Agent, uma string de identificação do navegador que contém as versões do SO e do navegador;
- Dicas para o cliente HTTP. Estes são alguns cabeçalhos HTTP que contêm parâmetros do sistema do usuário (tamanho da tela, tipo de SO, etc.);
- Geolocalização, que mostra a localização do usuário para um aplicativo da Web se o usuário tiver dado permissão para o compartilhamento;
- Informações sobre CPU e GPU, que podem ser obtidas diretamente através do WebGL GL_RENDERER, e indiretamente através de referências e testes realizados com JavaScript;
- A resolução da telae e o tamanho da janela do navegador, incluindo parâmetros da segunda tela se aplicável;
- Uma lista de fontes instaladas, obtidas pelo API getComputedStyle;
- Informações sobre extensões instaladas. Essas extensões (por exemplo, bloqueadores de anúncios) modificam páginas da web de uma forma rastreável que permite identificar a extensão e seus parâmetros.

A forma como os navegadores multiconta funcionam dependem não só do parâmetro do spoofing, mas também da sua implementação técnica. Navegadores diferentes que executam funções parecidas podem deixar impressões digitais totalmente diferentes do ponto de vista de scripts de rastreamento e redes de anúncios.

## Modificação de impressão digital do navegador
Para combater a impressão digital, foram criados navegadores antidetecção capazes de modificar o conteúdo de sua impressão digital. Os esquemas de modificação de impressão digital do navegador podem ser divididos em três grupos. Cada grupo tem suas vantagens e desvantagens:
- Injeção de JavaScript: Nesse método, o JavaScript é injetado em todas as páginas carregadas pelo navegador. Dessa forma, as propriedades e métodos do JavaScript são sobrescritos para enviar informações diferentes aos servidores. Por exemplo, quando um script quer acessar navigator.userAgent ou renderizar uma imagem de tela, ele encontrará a versão recém-injetada em vez da padrão. A força dessa abordagem é a facilidade de implantação e manutenção. Mas trabalhos anteriores mostraram que essas extensões de spoofing podem não oferecer a melhor proteção contra impressões digitais, pois frequentemente apresentam cobertura incompleta de objetos JavaScript e podem criar configurações impossíveis[5].
- Spoofing nativo: O spoofing nativo modifica o código-fonte do navegador para retornar valores modificados. Para alguns atributos, alterar o valor enviado é feito com a simplicidade de reescrever uma string, mas para outros métodos, como impressão digital de tela, modificações bem-sucedidas exigem uma compreensão mais profunda da base de código de um navegador para encontrar os métodos corretos e modificá-los adequadamente. A vantagem dessa solução é que pode ser difícil de detectar, pois uma inspeção do Modelo de Objeto de Documento (DOM) não é suficiente para detectar vestígios de spoofing. No entanto, o lado negativo é que o custo de manutenção pode ser alto, exigindo uma reconstrução completa do navegador depois de cada atualização.
- Recriando ambientes completos: Este método consiste em utilizar um ambiente de navegação virtualizado com a configuração desejada sobre o sistema hospedeiro. A vantagem desse método é que a impressão digital apresentada para os servidores é verdadeira, pois os componentes realmente fazem parte do sistema. Pelo mesmo motivo, nenhuma configuração impossível pode resultar dessa abordagem. Por outro lado, essa abordagem exige mais recursos do sistema quando comparada a uma simples extensão de navegador ou um navegador modificado[6].

## Navegadores multiconta
- Lauth
- Octo Browser
- Indigo Browser
- AntBrowser
- Undetectable
- GoLogin
- Linken Sphere
- Incogniton
- Multilogin
- Ghost Browser[7]

## SO suportado
As primeiras tentativas de spoofing de impressão digital foram feitas nas extensões NotScripts do Mozilla Firefox e implementadas por meio de javascript.. Hoje, um kernel de navegador de código aberto é mais comumente usado para alimentar navegadores multiconta.
| Navegador multiconta | Octo Browser   | Indigo Browser        | AntBrowser     | Undetectable   | GoLogin               | Linken Sphere         | IDENTORY              | Incogniton     | Multilogin            | Ghost Browser  |
| Kernel do navegador  | Chromium       | Chromium, Firefox     | Chromium       | Chromium       | Chromium              | Chromium              | Chromium              | Chromium       | Chromium, Firefox     | Chromium       |
| SO                   | Windows, macOS | Windows, macOS, Linux | Windows, macOS | Windows, macOS | Windows, macOS, Linux | Windows, macOS, Linux | Windows, macOS, Linux | Windows, macOS | Windows, macOS, Linux | Windows, macOS |

## Anonimato
A obtenção de impressões digitais coloca em risco o anonimatodo usuário, pois combina a identificação do navegador por sua impressão digital e análise de cookies. Assim, métodos eficazes contra a identificação apenas por cookies podem não ser eficazes contra formas mais complexas de obtenção de impressões digitais. Por exemplo, o modo de navegação anônima bloqueia alguns cenários possivelmente comprometedores, mas ele não muda a impressão digital do navegador e, na verdade, torna o navegador mais reconhecível. Plug-ins e extensões normalmente também não são eficazes, porque não são significativamente diferentes dos modos especiais do navegador e apenas aumentam a exclusividade do navegador.

## Proteção da privacidade
Navegadores multiconta permitem criar perfis diferentes com impressões digitais e arquivos de cookies exclusivos. Sistemas de identificação veem esses perfis como diferentes usuários visitando um site. Dessa forma, torna-se impossível cruzar as ações de um usuário em diferentes serviços, o que é uma das maneiras de proteger a privacidade e o anonimato do usuário do rastreamento digital usando cookies.